# Боровский, Алексей Сергеевич
Алексей Сергеевич Боровский (бел. Бароўскі Аляксей Сяргеевіч; род. 5 августа 1980) — белорусский футболист, выступавший на позиции полузащитника. Сын Сергея Боровского.

## Карьера
Футбольную карьеру начал в минской «Атаке» за вторую команду, через сезон став игроком основной команды. Позже футболист выступал в таких клубах как минский «Реал», РУОР и «Торпедо-МАЗ». В 2000 году футболист стал игроком второй команды мозырской «Славии». В начале 2001 года футболист вернулся в минское «Торпедо». Дебютировал за клуб 10 августа 2001 года, а также сыграл свой первый матч в Высшей лиге, против минского «Динамо». Сезон 2003 года футболист начинал в составе минского клуба, а в июле того же года на правах арендного соглашения присоединился к ждановичскому клубу «Дарида-ТДЖ». По окончании сезона футболист покинул оба клуба и перешёл в МТЗ-РИПО. В 2005 году футболист перешёл в литовский клуб «Ветра». Под конец игровой карьеры был игроком брестского «Динамо», где был игроком дублирующего состава, и слонимского «Коммунальника». В 2008 году завершил профессиональную игровую карьеру.